# ناوشکن کلاس فرونت
ناوشکن کلاس فرونت (به انگلیسی: Fervent-class destroyer) یک کلاس از کشتی است که طول آن ۲۰۰ فوت (۶۱ متر) می‌باشد.